# Campeonato Francés de Fútbol (USFSA) 1900
El Campeonato Francés de Fútbol 1900 fue la séptima edición de dicho campeonato, organizado por la Union des sociétés françaises de sports athlétiques (USFSA). El campeón fue el Le Havre AC.

## Torneo

### Semifinales
- Le Havre AC 4-0 US Tourcoing

### Final
- Le Havre 1-0 Club français